# Anfimaco (l'Epeo)
Anfimaco (in greco antico: Ἀμφίμαχος?, Amphímachos), personaggio della mitologia greca era figlio di Euridice e di Elettrione il re di Micene e fu ucciso assieme a quasi tutti i suoi fratelli dai figli di Pterelao e figlio di Tafio, il re dei Tafi.

## Mitologia
Quando giunsero i figli di Pterelao, chiedendo che Elettrione restituisse il trono che era stato del loro antenato Mestore, Elettrione rifiutò, scatenando una guerra che uccise tutti i suoi figli maschi (solo Licimnio ebbe salva la vita) che di Pterelao, dai quali si salvò solo Evere.